# Silichy

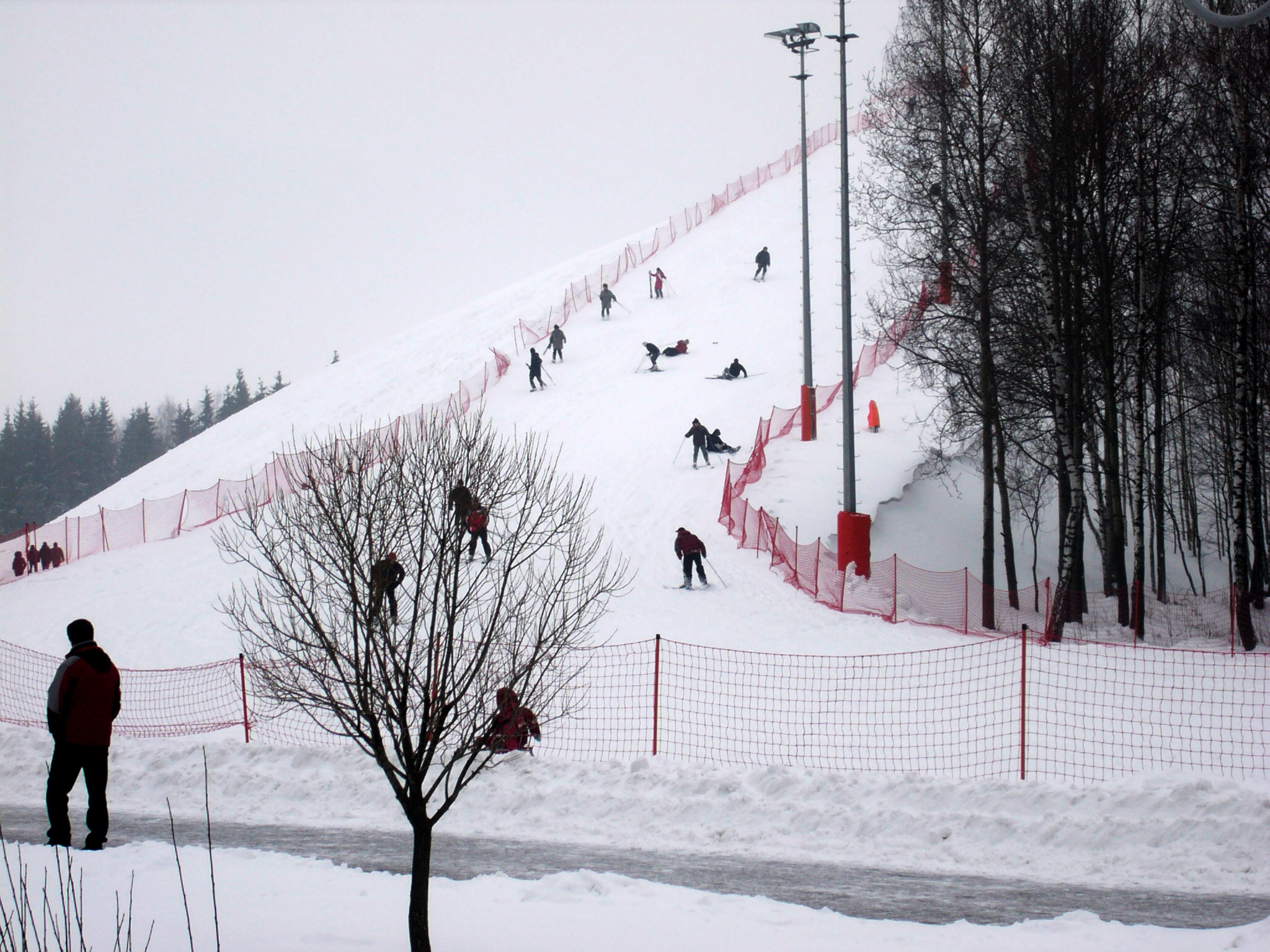
Silichy, localizada na Bielorrússia

Silichy (bielorrusso: Силичи) é uma estação de esqui situada em Lahojsk, Bielorrússia, a 30 km da capital do país, Minsk.
Silichy foi oficialmente inaugurada pelo presidente da Bielorrússia Aleksandr Lukashenko em 29 de janeiro de 2005. O comprimento das 3 pistas de esquí é de 2,5 km, com uma capacidade total de 1000 esquiadores por dia e possui teleférico de quatro lugares. Há estacionamento para 500 carros, hotel e aluguel de equipamentos de esqui. 
As temporadas de esqui começam em dezembro e terminam em março (enquanto houver neve).